# Sofagaseno
Sofagaseno (scritto anche Sophagasenus o Sophagasenas; fl. III secolo a.C.) è stato un sovrano locale di Kabul e della valle di Kapisa (Paropamisade negli scritti classici) nell'ultimo decennio del III secolo a.C..
È citato solo nelle "Storie" di Polibio.

## Identità
Il nome di Sofagaso deriva probabilmente dal nome indiano Shubhagasena.
Secondo Wilhem Von Pochhammer, Antioco III, sesto successore di Seleuco, non fu contrastato dai Maurya ma da un sovrano locale di nome Subhagasena.
Secondo la Cambridge History of India, la storia indiana non conosce alcun sovrano con un nome simile, ed è stato quindi ipotizzato che Sofagaseno fosse un sovrano locale che aveva approfittato della decadenza dell'impero Maurya per stabilirne uno proprio nel Paese a ovest dell'Indo.
Lo storico John Ma definisce Sofagaseno un dinasta locale, altrimenti sconosciuto da qualsiasi fonte indiana.

## Polibio su Sofagaseno
Lo storico greco Polibio (204 ca. - 122 ca. a.C.) fa riferimento a Sofagaseno nel contesto della spedizione di Antioco III attraverso il Caucasus Indicus (Hindu Kush) nel 206 a.C. circa contro il regno greco-battriano di Eutidemo I. Dopo aver attraversato le montagne del Caucaso, Antioco si spostò fino a Kabul e incontrò il re Sofagaseno, con il quale rinnovò la lega e l'amicizia che aveva stretto in precedenza e ricevette altri elefanti fino ad averne complessivamente centocinquanta. Tornò quindi in patria passando per l'Aracosia, la Drangiana e la Carmania. Nessun'altra fonte, a parte Polibio, fa riferimento a Sofageno.